# Un'estate col fazzoletto da pionieri
Un'estate col fazzoletto da pionieri (in russo Лето в пионерском галстуке? Leto v pionerskom galstuke) è un romanzo per ragazzi a tematica omosessuale scritto da Katerina Silvanova e Elena Malisova. Originariamente uscito sulla piattaforma online di autopubblicazione Ficbook, nel 2021 è stato pubblicato in Russia da Popcorn Books.
Il libro ha venduto oltre 200.000 copie in Russia in sei mesi. È stato aspramente criticato dai nazionalisti e dai conservatori poiché incentrato su una storia d'amore tra due ragazzi gay. Dal 5 dicembre 2022 la vendita del libro è stata vietata in Russia a seguito dell'approvazione da parte del parlamento di una legge che proibisce di parlare in modo positivo, o anche solo neutrale, di omosessualità e altri temi legati all’esperienza delle persone LGBTQ+.
Prima di essere censurato, il romanzo, a causa del suo successo, era stato al centro del dibattito politico russo nei mesi antecedenti all'approvazione della legge del 5 dicembre 2022 quale esempio della cosiddetta "propaganda delle relazioni non tradizionali".
A causa della pubblicazione del volume l'editore Popcorn Books nel gennaio 2023 è stato denunciato all'autorità giudiziaria dal deputato Aleksandr Khinshtein, del partito al potere Russia Unita. È stata la prima denuncia conseguente all'introduzione della legge omofoba entrata in vigore il 5 dicembre 2022.

## Trama
Durante l'estate del 1986 il sedicenne Yury mentre frequenta un campo estivo ucraino dell’Organizzazione dei pionieri nell'Unione Sovietica, si innamora di Volodya, un ragazzo tre anni più grande di lui, capo della sua squadra, che lo ricambia.
La relazione sentimentale non può svilupparsi a causa del timore di entrambi di essere condannati dalla legge sovietica che proibisce le relazioni omosessuali, punite fino a cinque anni di carcere.
Al termine della estate i due ragazzi seppelliscono una capsula del tempo con ricordi della loro relazione e si separano. Dopo aver mantenuto un breve rapporto epistolare, Yury e Volodya interrompono del tutto i loro rapporti.
Dopo venti anni, Yury ritrova la capsula del tempo e decide di ricercare Volodya.

## Edizioni
- (RU) Katerina Silvanova, Elena Malisova, Leto v pionerskom galstuke, Mosca, Popcorn Books, 2021, ISBN 5604653004, ISBN-13  978-5604653005.